# Pištín
Pištín är en ort i Tjeckien.   Den ligger i regionen Södra Böhmen, i den centrala delen av landet, 120 km söder om huvudstaden Prag. Pištín ligger 398 meter över havet och antalet invånare är 490.
Terrängen runt Pištín är platt.Runt Pištín är det ganska glesbefolkat, med 42 invånare per kvadratkilometer. Närmaste större samhälle är České Budějovice, 12,9 km sydost om Pištín. I omgivningarna runt Pištín växer i huvudsak blandskog.